# Club Atlètic del Vallès
El Club Atlètic del Vallès, anomenat simplement Atlètic del Vallès o bé Atlètic Vallès, és un club de futbol de Granollers, nascut a finals dels anys 50 al barri obrer del Primer de Maig, al sud de la ciutat, aleshores en creixement. Ha estat en vàries etapes intermitents filial de l'EC Granollers.

## Història
Fundat el 26 d'agost de 1958 amb el nom de Sporting Club Granollers, només comptava en els seus inicis amb equips infantils, però el suport d'una bona massa social ràpidament facilità entrar a la Federació Catalana de Futbol dos anys després, amb la creació d'equips juvenils i finalment un amateur. A la temporada 1962-1963 va canviar de nom per l'actual.
Durant els primers anys va jugar en categories comarcals i territorials i la temporada 1995-1996 va ascendir a categoria preferent però al final de la temporada l'equip sènior desaparegué. No obstant, durant aquest darrer període el club se centrà en la formació i promoció del futbol base, disposant d'una escola de futbol i de nombrosos equips en categories inferiors. L'any 2007 va reaparèixer el primer equip que actualment competeix al grup 9 de la tercera catalana i juga els seus partits al Camp Municipal de Futbol de Primer de Maig de Granollers.